# Harbour Grace
Harbour Grace é uma pequena cidade localizada na província canadense de Terra Nova e Labrador, a 45 km da capital da província St. John's. De acordo com o censo canadense de 2016 a cidade tinha uma população de 2 995 habitantes.

## History
Harbour Grace foi fundada em 1517 pelo Rei Francisco I de França.  Era um importante porto e centro de pesca, desde os primeiros dias de exploração europeia da América do Norte, e era uma próspera comunidade de pescadores sazonais em 1550, com assentamento permanente a partir de 1583 (24 anos antes de Jamestown, colônia de Virginia, frequentemente citado erroneamente como o primeiro assentamento permanente inglês na América do Norte, e dois anos antes da colônia perdida em Roanoke, Carolina do Norte). O primeiro colono foi Robert Tossey, de Dartmouth, Inglaterra.

Em 1610, o pirata Peter Easton fez de Harbour Grace sua base, estabelecendo um forte com vista para a baía. Embora tenha sido atacado pelos franceses no ano seguinte, o forte resistiu ao longo do século XVII. In 1618, a Sociedade de Empreendedores Mercantes Bristol recebeu uma carta do Rei Jaime I da Inglaterra para estabelecer um assentamento perto de Harbour Grace, "Bristol's Hope", nomeando Robert Hayman como seu primeiro Governador Proprietário, cargo que ocupou por dez anos, até 1628.

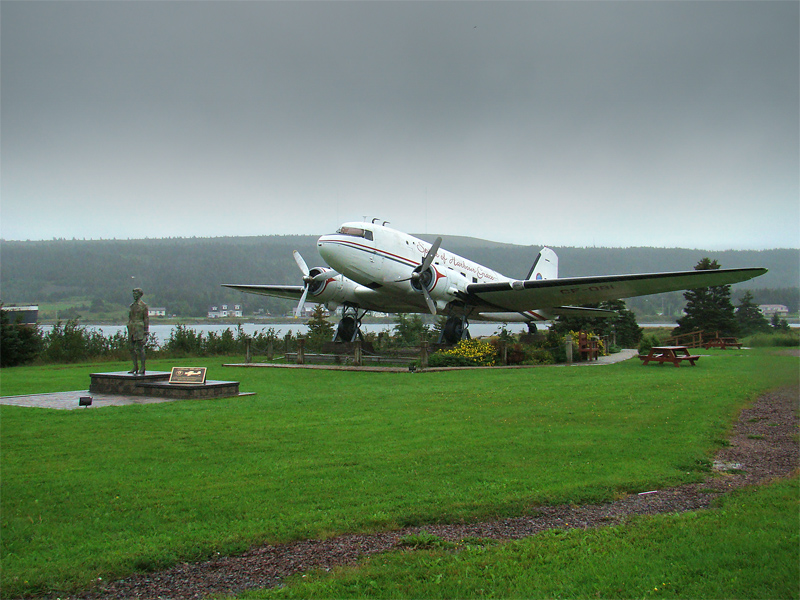
O Spirit of Harbour Grace e o monumento de Amelia Earhart

Anos depois, o controle de Harbour Grace se tornou um ponto de discórdia entre ingleses e franceses. A cidade, com uma população de cerca de 100 habitantes, foi arrasada pelos franceses em 1697, novamente em 1700, sendo depois capturada em 1762. Apesar dos ataques, a população cresceu 50%. Em 1771, a população ficou perto de 5 800. Até então, no entanto, outras cidades coloniais ao longo da costa atlântica haviam ultrapassado Harbour Grace em população e influência. A cidade continuou crescendo e atingiu o pico da população em 1921, quando o censo foi realizado em 11.458 residentes.
À medida que a aviação transatlântica se tornava mais popular nas décadas de 1920 e 1930, muitos pioneiros da aviação, entre eles Amelia Earhart e Thor Solberg optaram em fazer a travessia do oceano no aeródromo de Harbour Grace, devido à sua proximidade com a Europa continental. Completamente. No total, cerca de vinte voos deixaram Harbour Grace entre 1919 e 1936, na tentativa de atravessar o Atlântico.
Em julho de 1941, a Marinha Real Canadense instalou uma estação sem fio de Direção de Alta Frequência no aeroporto. Consistindo em um prédio de operações e de radiogoniometria, a estação teve uma varredura ininterrupta do setor do Atlântico norte e foi capaz de fornecer orientações sobre as transmissões de submarinos e interceptar o tráfego de rádio inimigo.
Em 21 de maio de 1945, o Serviço Naval Canadense aprovou o fechamento e o descarte de suas instalações em Harbor Grace. Não restou nenhuma evidência da existência da estação atualmente. Após a Segunda Guerra Mundial, a pista de pouso foi deteriorada. Em 1977, através dos esforços da Sociedade de História da Harbour Grace, a pista foi restaurada para uma condição utilizável. Em 1999, depois de vários anos abandonada, a pista de aterrissagem foi restabelecida no status oficial de aeródromo internacional sob o designador de CHG2.
Atualmente, Harbour Grace continua com a sua tradição como centro de processamento de pesca. Além disso, devido à sua rica história e muitos prédios históricos, incluindo a alfândega de 1870, o agora Museu Conception Bay, uma pequena indústria turística está surgindo. O Museu e o Parque do Patrimônio Ferroviário Gordon G. Pike (c. 1881 a 1884) foi designado Edifício do Patrimônio Municipal em 2006.